# Безжалостный парламент

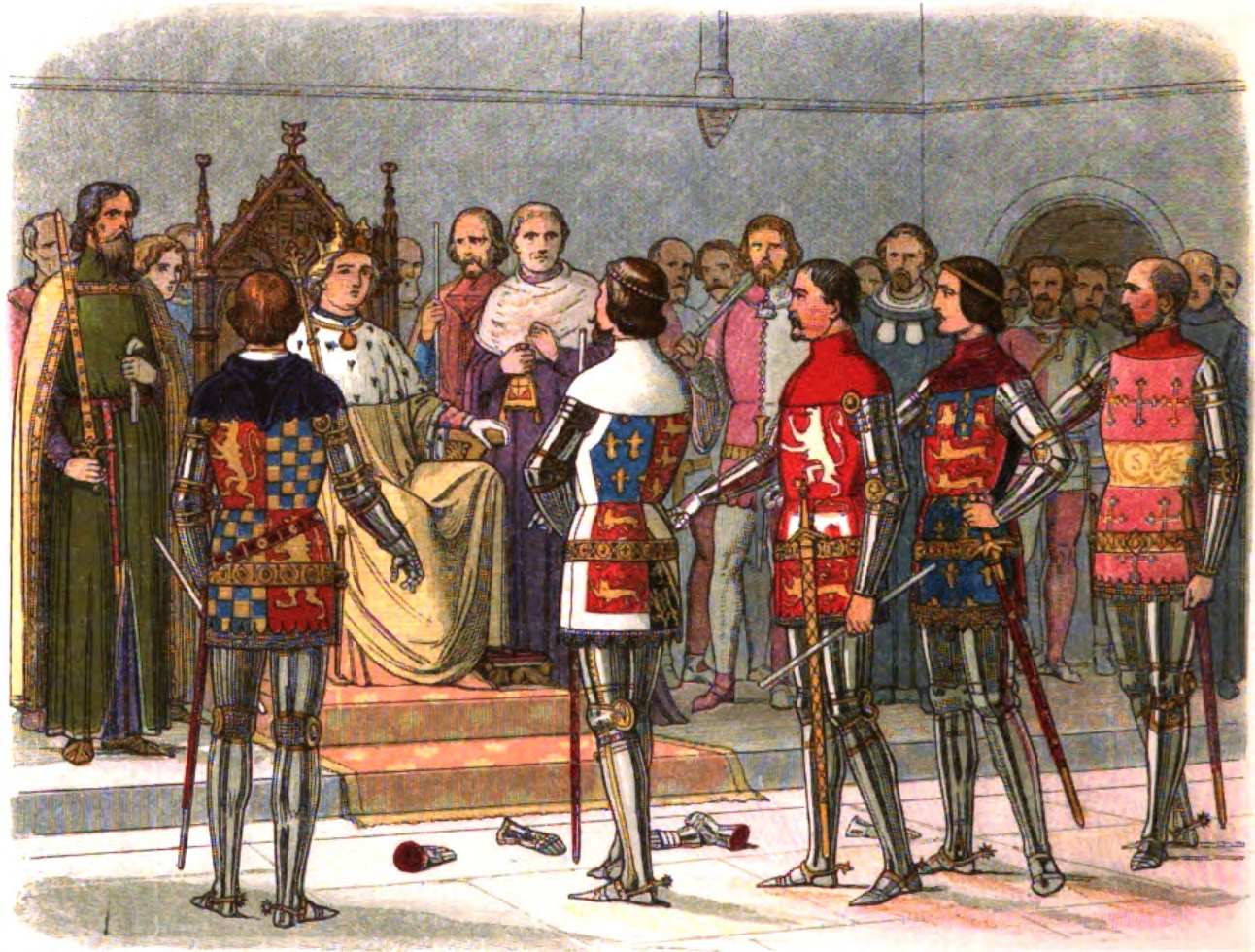
Граф Арундел, герцог Глостер, граф Ноттингем,
граф Уорик и граф Дерби перед королём Ричардом II.
Иллюстрация из «Хроник Англии» (1864 год)

Безжалостный парламент (англ. Merciless Parliament) — сессия английского парламента, которая прошла с 3 февраля по 3 июня 1388 года. Термин был введён августинским хронистом Лестерского аббатства Святой Марии Генри Найтоном. На этой сессии под давлением лордов-апеллянтов было осуждено на смерть 8 соратников короля Англии Ричарда II.

## Предыстория
21 июня 1377 года умер король Эдуард III. Перед смертью он объявил своим наследником своего малолетнего внука, Ричарда Бордоского, который был сыном умершего раньше отца Эдуарда Чёрного Принца, старшего из сыновей Эдуарда III. 16 июля 1377 года Ричард под именем Ричард II был коронован.
Став старше, Ричард стал вести себя очень самоуверенно, капризно и эгоистично. При этом он не терпел никаких возражений, они приводили его в бешенство, в котором он начинал вести себя крайне оскорбительно, теряя чувство королевского и человеческого достоинства, не гнушаясь брани и оскорблений. Кроме того, он окружил себя фаворитами, которых больше всего заботило собственное благосостояние; при этом их отличала алчность и легкомыслие. Для того, чтобы потакать прихотям приближённых, Ричард тратил огромные деньги, которых ему постоянно не хватало. Для покрытия расходов Ричард занимал деньги, а также закладывал драгоценности.
Главным фаворитом Ричарда был Роберт де Вер, 9-й граф Оксфорд. Ведущая роль в управлении Англией принадлежала лорду-канцлеру. Этот пост занимал Майкл де ла Поль, получивший от короля титул 1-го графа Саффолка. Вместе с бывшим наставником Ричарда, сэром Саймоном Берли, они держали в своих руках все нити управления государством.
Неразумные действия короля и его фаворитов вызвали недовольство знати, в первую очередь его дяди Томаса Вудстока, герцога Глостера, и бывшего опекуна Ричарда II — Ричарда Фицалана, 11-го графа Арундела. 20 ноября 1386 года на парламентской сессии, вошедшей в историю как «Замечательный парламент» (англ. Wonderful Parliament), был назначен «Большой постоянный совет». Срок действия совета был определён в 12 месяцев. Его целью объявлялась реформация системы управления, а также стремление покончить с фаворитами, а также принять все меры для эффективного противодействия врагам. В состав комиссии было назначено 14 комиссаров. Из них против короля выступали только трое: герцог Глостер, епископ Илийский и граф Арундел. Однако у комиссии оказались настолько широкие полномочия (она получала контроль за финансами, а также должна была распоряжаться большой и малой печатями), что король отказался её признать. Более того, он пошёл на открытый конфликт, назначив стюардом королевского двора своего друга Джона Бошана.
Но дальнейшие действия короля, который не собирался выполнять указания совета, привели к восстанию Арундела, Глостера и примкнувшего к ним Томаса де Бошана, 12-го графа Уорика. К трём лордам, которых назвали лордами-апеллянтами (от процедуры апелляции (лат. accusatio), которую они подали «Большому постоянному совету»). Позже к ним присоединилось ещё 2 лорда — Генри Болинброк, граф Дерби, позже — король Англии (под именем Генрих IV) и Томас де Моубрей, 1-й граф Ноттингем (позже — 1-й герцог Норфолк). 19 декабря армия апеллянтов подкараулила возвращавшегося из Нортгемптона графа Оксфорда около Рэдкот Бриджа. Сопровождавшие Оксфорда люди были захвачены, а сам он смог бежать и затем перебраться во Францию, где и прожил оставшиеся годы своей жизни.
После этой битвы примирения апеллянтов с королём уже быть не могло. После Рождества в конце декабря армия мятежников подошла к Лондону. Испуганный король укрылся в Тауэре, попытавшись через посредничество архиепископа Кентерберийского вести переговоры с апеллянтами. Однако те на уступки идти не хотели и заявили о возможном низложении короля. Желая любым способом сохранить корону, Ричард сдался. Он издал новые судебные приказы для парламента, а также предписал шерифам задержать пятерых беглецов, доставив их для суда.

## Парламентская сессия
3 февраля 1388 года в Уайтхолле Вестминстерского дворца собрался парламент. В центре восседал король, слева от него расположились светские лорды, справа — церковные лорды. На мешке с шерстью располагался епископ Илийский. Эта бурная парламентская сессия вошла в историю под названием «Безжалостный парламент» (англ. Merciless Parliament).
По сигналу короля вошли лорды-апеллянты в золотых сюркотах: герцог Глостер, графы Арундел, Уорик, Дерби и Ноттингем. Глостер, выступив вперёд, заявил, что он не собирается узурпировать корону, низложив короля. Затем в течение не менее двух часов на французском языке зачитывалась преамбула апелляции, а затем — тридцать девять обвинений. Из пяти ответчиков присутствовал только один — Николас Брембр, но апеллянты потребовали, чтобы неявившихся осудили заочно.
Далее представитель короля заявил, что перед рассмотрением виновности ответчиков необходимо рассмотреть законность апелляции, поскольку предъявленные обвинения противоречили статуту 1352 года. Кроме того, не существовало прецедента рассмотрения подобных вопросов в парламенте. На основании этого он объявил, что все юристы и адвокаты, с которыми вопрос обсуждался советниками короля, признали апелляцию юридически несостоятельной.
Однако противники короля возразили, что законы принимает парламент, а положения гражданского и общего права в данном случае неприменимы, поскольку преступления совершены против короля персонально, и многие преступники являются пэрами, поэтому судить их может только парламент, которому на это должен дать санкцию король. По мнению ряда историков, это был первый случай, когда было провозглашено верховенство парламента над законом.
В итоге лорды поддержали апелляцию. Против фаворитов короля было выдвинуто множество обвинений в том, что они, воспользовавшись неопытностью короля, узурпировали власть, нарушали законы, использовали своё влияние для личного обогащения, а также заставляли короля пренебрегать интересами государства.
В результате все пятеро фаворитов были признаны виновными. Архиепископ Йоркский как духовное лицо сохранял жизнь, но все его владения и имущество были конфискованы. Однако папа Урбан VI, которому в итоге было передано дело архиепископа, сначала велел отослать его in partes infidelium (епископом в нехристианскую страну), но потом по непонятной причине назначил его в Сент-Эндрюс в Шотландии. Однако шотландцы не признавали папой Урбана, так что Александр туда не поехал, проведя остаток жизни в Лёвене, служа приходским священником. Ещё троих беглецов приговорили к смерти заочно.
Единственный присутствующий обвиняемый, Николас Брембр, предложил доказать свою невиновность в судебном поединке, отвергнув все обвинения. Однако ему в этом было отказано. Была назначена комиссия, в которую вошли 12 пэров. После проведённого слушания они доложили, что не нашли причин для смертной казни, чем привели апеллянтов в ярость. Но вскоре страсти немного улеглись, поскольку поймали бывшего верховного судью Тресилиана. Его доставили в Уайтхолл, заставили выслушать приговор и, несмотря на то, что он кричал о своей невиновности, его незамедлительно казнили. Затем вернулись к Брембру и под давлением апеллянтов его приговорили к казни. Приговор был приведён в исполнение 20 февраля.
Затем дело дошло до менее знатных обвиняемых. Сэр Джон Солсбери, которого обвинили в переговорах с королём Франции, был повешен за измену. Сэр Джон Бернерс, сэр Джон Бошам, сэр Саймон Берли, а также ещё несколько рыцарей были также приговорены к казни. Хотя за их жизнь просила королева, став на колени, приговор не был смягчён, им только заменили повешение на обезглавливание. Всего было казнено 8 человек. Остальных ответчиков освободили под поручительство, но многие были высланы из Англии.
Парламент закончил свою работу 3 июня, а члены обеих палат снова поклялись королю в верности.
В результате данного судебного процесса был создан ряд прецедентов, которые в будущем стоили Англии многих потрясений.

## Последствия
После того, как парламент был распущен, Ричард в течение года старался вести себя тихо. Всё управление Англией находилось в руках лордов-апеллянтов. Однако постепенно он смог обрести независимость, а двоих апеллянтов — графов Ноттингема и Дерби — привлёк на свою сторону. В 1397 году он смог расправиться с тремя апеллянтами: Глостер был убит, Арундел казнён, а Уорик приговорён к изгнанию.